# Szent Miklós-fatemplom (Somosfalva)
A somosfalvi Szent Miklós-fatemplom műemlékké nyilvánított épület Romániában, Máramaros megyében. A romániai műemlékek jegyzékében az  MM-II-m-A-04551 sorszámon szerepel.